# Pedram Khavar Zamini
Pedram Khavar Zamini (Pidrām Khāvarʹzamīnī, Pedram Khavarzamini; * 1975 in Teheran) ist ein iranischer Tombak-Spieler und Komponist.
Khavar Zamini ist Schüler von Kamyar Mohabbat und Bahman Rajabi. Nach dem Studium trat er mit Rajabi auf und arbeitete an dessen Tombak-Lehrbuch mit. 1999 gab er mit dem Perkussionisten Hamid Ghambary eine Sammlung von Werken des Tombakmeisters Amir Nasser Eftetah heraus. Er gründete dann eine Tombak-Gruppe namens Varashan und führte mit Ghambary das Stück Koutah, eine eigene Komposition für Tombakensemble, auf. Er gehörte weiterhin  der Musikgruppe Aftab an, arbeitete mit Kayhan Kalhor und Ali Akbar Moradi zusammen und spielte Kompositionen von Reza Fayaz.
2002 trat er mit Kayhan Kalhor in Deutschland auf und lernte dort Ross Daly kennen. Er beschloss daraufhin, nach Griechenland zu übersiedeln, wirkte dort unter Ross’ Leitung an dem Album Iris (mit den persischen, indischen und griechischen Musikern Dhruba Ghosh, Partha Sarathi Mukherjee, Hamid Khabbazi, Vasilis Rakopoulos, Kelly Thoma und Giorgis Xylouris) mit und schloss sich Ross’ Ensemble Labyrinth an. Daneben arbeitete er auch mit Musikern wie Mohamad Rahim Khushnawaz, Dariush Talai, Ballaké Sissoko, Ellika Frisell, Khaled und Mohammad Hossein Arman, Siamak Aghaei, Habil Əliyev und Mitsos Stavrakakis zusammen. Mit Jon Balke und Siwan entstanden seit 2009 zwei Alben für ECM; auf dem zweiten Album Nahnou Houm findet sich auch eine Komposition von ihm.
2003 nahm er auf Einladung von Ali Akbar Moradi am Mehregan Festival in Yazd teil, 2005 trat er mir Pejman Hadadi und dem Zarbang-Ensemble in Köln auf. Weitere Auftritte hatte er im Théâtre de la Ville in Paris, in der Lincoln Center Hall in New York, dem Cleveland Museum of Art, dem Thomas Jefferson Theatre in Washington und im Chicago Cultural Center außerdem auch in den Niederlanden, in Belgien, Italien, der Türkei und der Schweiz.

## Diskographie (Auswahl)
- Dar gozar mit Reza Fayaz (1998)
- Koutah (1999)
- Soor-va-soog mit Siamak Jahangiri (2000)
- Dar khane aftab mit Reza Fayaz (2001)
- Iris mit Ross Daly (2003)
- Zikr mit Kjetil Selvik (2004)
- Koutah (2006)
- Goosheh Gardân (2025)